# Кристи Монтейру
Кристи Монтейру (яп. クリスティ・モンテイロ Курисути Монтэйро) — персонаж серии игр Tekken. Является внучкой мастера Капоэйры. Благодаря Эдди Горду владеет бразильским боевым искусством капоэйра. Находясь в тюрьме, Эдди поклялся мастеру научить его внучку искусству капоэйры.

## Дизайн персонажа
Во время разработки Tekken 3 разработчики заметили, что движения капоэйры подходят больше для женского персонажа. В итоге была создана Кристи и впервые появилась в Tekken 4, которая использует стиль капоэйры. В то время как Эдди дерётся в более структурированном стиле капоэйры, у Кристи больше в бою преобладают серия танцев. Однако её движения практически идентичны движениям Эдди.

## Появление в играх

### Серия Tekken
Эдди искал Кристи вскоре после его возвращения из турнира «Короля Железного Кулака 3», чтобы научить её искусству капоэйра, как он обещал своему Местре. После всего лишь двух лет опеки Кристи стала впечатляющим бойцом. Но вскоре Эдди внезапно исчез, оставив Кристи только со словами: «Я должен отомстить человеку, ответственному за смерть моего отца». Шокированная его внезапным и таинственным исчезновением, Кристи преследует Эдди. Но след Эдди привёл её только к турниру «Короля Железного Кулака 4». Дед Кристи, великий местре капоэйры, был освобождён после долгого тюремного заключения. Ему был поставлен диагноз неизлечимой болезни, и ему осталось жить только шесть месяцев, однако лечение вскоре нашлось благодаря технологии от Мисима Дзайбатсу. Несколько дней спустя Кристи узнает о «Короле Железного Кулака 5». Она видит этот турнир как шанс, чтобы спасти её деда, полагая, что если она победит в турнире и станет обладать передовой технологией Мисима Дзайбатсу, она будет в состоянии найти лекарство для него.
Кристи приняла участие в «Короле Железного Кулака 5» в надежде спасти жизнь своего деда. Она была побеждена и отправилась домой в Бразилию. По прибытии она обнаруживает, что её дедушка пропал вместе с Эдди, и недоумевает, где Эдди и её дед. Позже она узнает из больницы, где жил её дед, что он был переведен в медицинское учреждение Мисима Зайбатсу. Для того, чтобы найти точное местонахождение своего деда, Кристи принимает участие в чемпионате «Король Железного Кулака 6». В конце концов она обнаруживает, что её дедушка умер. Она плачет на его могиле вместе с Эдди, сломавшим эмблему Мисима Зайбатсу.
Кристи также появляется в Tekken Tag Tournament 2 как игровой персонаж и доступна через загружаемый контент в Street Fighter X Tekken вместе с Лэй Вулоном.

## В других медиа

Келли Овертон в роли Кристи.

В фильме Tekken Кристи играет американская актриса Келли Овертон. По сюжету Кристи практикует смешанные боевые искусства, а не капоэйру. Кроме того, она не имеет отношения к Эдди Горду и имеет любовный интерес к Дзину Кадзаме. Отсылкой на её воплощение в видеоиграх является её боевые фразы и дед. Актриса, играющая Кристи, была изображена в журнале Maxim.
В фильме Tekken: Blood Vengeance можно заметить досье Кристи, когда Анна Уильямс открывает файл, содержащий досье на различных лиц, представляющих интерес для Корпорации G.
Фирма Kotobukiya выпустила в январе 2012 года фигурку с Кристи в январе 2012 года, в честь выхода игры Tekken Tag Tournament 2 на аркадных автоматах.

## Отзывы и мнения
Кристи была положительно оценена критиками. Героиня несколько раз появлялась в списках «самых горячих девушек» видеоигр. GameDaily в статье «Детки из Tekken» (англ. Babes of Tekken) высоко оценил Кристи, заявив, что «когда дело доходит до Tekken, нет персонажей, которые движутся так грациозно, как Кристи». Она также была упомянута в другой статье «Детки, за которых мы благодарны» (англ. Babes We're Thankful For), назвав её привлекательной и может сломать оружие и ноги парню за считанные секунды. GameDaily включил в список «25 самых горячих деток из игр», заняв второе место, уступив Ларе Крофт. Heavy.com поставил героине на 20 место в списке «20 горячих девушек из видеоигр». UGO Networks разместил её на 14 место в списке «Прекрасных девушек из файтингов», назвав героиню «абсолютной лисицей». В 2010 году Кристи и Мишель Чанг заняли 13 и 12 места соответственно в списке «50 самых горячих женщин в видеоиграх», составленный журналом Complex. Через два года Complex в обновлённом списке поставил Кристи уже на 12 место. Она заняла 7 место в «10 горячих деток из видеоигр», составленный сайтом PopCrunch.com. Кристи была показана в статье «Сегодняшняя девушка» в журнале Maxim, назвав её «малышом босиком» и «пьяной принцессой». MSN Technology положительно оценил появление Кристи, отличной заменой Эдди. Joystiq поместил Кристи на 9 место их списке «десятки девушек из PSP», хваля её танцевальные движения. GameFront высоко оценил грудь Кристи, назвав её лучшей в компьютерной игре.
Но в то же время некоторые критики и сайты оценили появление Кристи менее положительно. GamesRadar подверг критике Кристи за движения, заимствованные у Эдди, так как она по началу выглядит многообещающей. IGN подверг критике игровой процесс Кристи в Tekken 4, но положительно отозвался о её роли в Tekken 5. Honest Gamers заявил, что благодаря красивым девушкам как Кристи, Namco удовлетворяет пожелания игроков мужского пола. Основным недостатком героини сайт Now Gamer назвал её костюм, назвав «дешёвым», и быстрое появление в играх напоминает на скорость ежа Соника. В 2012 году Game Informer назвал Кристи смешной героиней в серии Tekken.